# Sulpitus lilla
Sulpitus lilla is een keversoort uit de familie boktorren (Cerambycidae). De wetenschappelijke naam van de soort is voor het eerst geldig gepubliceerd in 1945 door Dillon & Dillon.